# برايان سميث (عازف جاز)
برايان سميث (بالإنجليزية: Brian Smith)‏ هو عازف جاز نيوزيلندي، ولد في 3 يناير 1939 في ويلينغتون في نيوزيلندا.

## وصلات خارجية
- برايان سميث على موقع ميوزك برينز (الإنجليزية)
- برايان سميث على موقع ديسكوغز (الإنجليزية)